# Caripetella madagascariensis
Genre
Synonymes
- Caripeta Simon 1898 nec Walker 1862

Espèce
Synonymes
- Ocyale madagascariensis Lenz, 1886
- Caripeta vittata Simon, 1898

Caripetella madagascariensis, unique représentant du genre Caripetella, est une espèce d'araignées aranéomorphes de la famille des Pisauridae.

## Distribution
Cette espèce se rencontre à Madagascar et aux Comores à la Grande Comore.

## Description
La carapace du mâle décrit par Blandin en 1979 mesure 4 mm et la carapace de la femelle 5,50 mm.

## Étymologie
Son nom d'espèce, composé de madagascar(i) et du suffixe latin -ensis, « qui vit dans, qui habite », lui a été donné en référence au lieu de sa découverte, Madagascar.

## Publications originales
- Lenz, 1886 : Beiträge zur Kenntniss der Spinnenfauna Madagascars. Zoologische Jahrbücher (Systematik), vol. 1, p. 379-408.
- Simon, 1898 : Histoire naturelle des araignées. Paris, vol. 2, p. 193-380 (texte intégral).
- Strand, 1928 : Miscellanea nomenclatorica zoologica et palaeontologica, I-II. Archiv Für Naturgeschichte, sér. A, vol. 92, no 8, p. 30-75.